# 恋のミニスカウエポン
『恋のミニスカ ウエポン』（こいのミニスカ ウエポン、原題：D.E.B.S.）は、2004年に公開されたアメリカ合衆国のアクション・コメディ映画。監督・脚本・編集はアンジェラ・ロビンソン。2003年に公開された同製作陣による短編映画『D.E.B.S.』の長編化作品である。
日本では劇場公開されずビデオスルーとなった。

## ストーリー
アメリカの高校生の大学進学適性をはかる全米共通テストSATには、一方でスパイとしての特性を調べるという秘密裡の尺度があり、成績優秀者は政府の防衛機関DEBSにリクルートされていた。そして選ばれたエイミーら精鋭の女子高生4人は、ある日、美貌の凶悪犯ルーシーの企みを探るよう命じられる。さっそくルーシーに張り付く4人だが、やがて彼女がレズビアンであることが判明。さらに、エイミーとルーシーが図らずも惹かれ合ってしまう。

## キャスト
※括弧内は日本語吹替
- エイミー・ブラッドショー - サラ・フォスター（根谷美智子）
- ルーシー・ダイヤモンド - ジョーダナ・ブリュースター（岡本麻弥）
- マックス - ミーガン・グッド（浅川悠）
- ドミニク - デヴォン青木（新井里美）
- ジャネット - ジル･リッチー（英語版）（小林沙苗）
- ボビー - ジェフ・スタルツ（関智一）
- スカッド - ジミ・シンプソン（伊藤健太郎）
- ニノチカ - ジェシカ・コーフィール（雨蘭咲木子）
- ミス・ピートリー - ホランド・テイラー（沢田敏子）
- ミスター・フィップス - マイケル・クラーク・ダンカン（石塚運昇）
- 酔っ払い - スクート・マクネイリー
- ヒステリックな学生 - ジェニファー・カーペンター

## 受賞・ノミネート
| 年   | 賞                               | 部門              | 対象                   | 結果       |
| ---- | -------------------------------- | ----------------- | ---------------------- | ---------- |
| 2004 | 第54回ベルリン国際映画祭テディ賞 | Siegessäule読者賞 | アンジェラ・ロビンソン | 受賞       |
| 2005 | ブラック・ムービー・アワード     | 脚本賞            | アンジェラ・ロビンソン | ノミネート |
| 2005 | ブラック・ムービー・アワード     | 主演女優賞        | ミーガン・グッド       | ノミネート |